# Постан-Сар
Постан-Сар (перс. پستان سر) — село в Ірані, у дегестані Тула-Руд, у Центральному бахші, шагрестані Талеш остану Ґілян. За даними перепису 2006 року, його населення становило 64 особи, що проживали у складі 12 сімей.

## Клімат
Середня річна температура становить 12,76°C, середня максимальна – 29,75°C, а середня мінімальна – -4,10°C. Середня річна кількість опадів – 156 мм.
| Клімат поселення                              | Клімат поселення | Клімат поселення | Клімат поселення | Клімат поселення | Клімат поселення | Клімат поселення | Клімат поселення | Клімат поселення | Клімат поселення | Клімат поселення | Клімат поселення | Клімат поселення | Клімат поселення |
| Показник                                      | Січ.             | Лют.             | Бер.             | Квіт.            | Трав.            | Черв.            | Лип.             | Серп.            | Вер.             | Жовт.            | Лист.            | Груд.            |                  |
| Середній максимум, °C                         | 8,06             | 10,12            | 13,63            | 18,50            | 23,80            | 27,65            | 29,75            | 28,19            | 24,67            | 19,97            | 15,16            | 11,58            |                  |
| Середня температура, °C                       | 1,98             | 4,03             | 7,54             | 12,41            | 17,73            | 21,56            | 22,84            | 21,29            | 17,76            | 13,06            | 8,25             | 4,66             |                  |
| Середній мінімум, °C                          | −4,1             | −2,04            | 1,47             | 6,34             | 11,66            | 15,49            | 15,92            | 14,36            | 10,85            | 6,15             | 1,33             | −2,24            |                  |
| Норма опадів, мм                              | 28               | 27               | 34               | 16               | 12               | 2                | 5                | 4                | 1                | 2                | 5                | 20               |                  |
| Середньомісячна швидкість вітру, м/с          | 1.87             | 2.40             | 2.65             | 2.56             | 2.56             | 2.41             | 2.65             | 2.53             | 1.95             | 1.86             | 1.86             | 1.82             |                  |
| Середньомісячна сонячна радіація, кДж/м²·день | 12675            | 15312            | 18328            | 20626            | 23839            | 24868            | 23939            | 23178            | 21486            | 18328            | 14508            | 12572            |                  |
| --------------------------------------------- | ---------------- | ---------------- | ---------------- | ---------------- | ---------------- | ---------------- | ---------------- | ---------------- | ---------------- | ---------------- | ---------------- | ---------------- | ---------------- |
| Джерело:                                      |                  |                  |                  |                  |                  |                  |                  |                  |                  |                  |                  |                  |                  |